# Xylena suffusa
Xylena suffusa är en fjärilsart som beskrevs av Lambert-Joseph-Louis Lambillion 1928. Xylena suffusa ingår i släktet Xylena och familjen nattflyn. Inga underarter finns listade i Catalogue of Life.